# الحزب الطليعي الاشتراكي(الجزائر)
الحزب الطليعي الاشتراكي (بالفرنسية: Parti de l'Avant-Garde Socialiste) هو حزب سياسي جزائري ذو توجه ماركسي-لينيني. تأسس في السبعينيات كامتداد علني للحزب الشيوعي الجزائري بعد منعه سنة 1962.

## التاريخ
بعد حظر الحزب الشيوعي الجزائري، حاول العديد من المناضلين اليساريين إعادة تنظيم صفوفهم، مما أدى إلى تأسيس الحزب الطليعي الاشتراكي. لعب الحزب دورًا في الحياة السياسية الجزائرية خاصة خلال فترة السبعينات والثمانينات.

## الأيديولوجيا
يرتكز الحزب على:
- الاشتراكية العلمية
- الماركسية اللينينية
- الدفاع عن حقوق الطبقة العاملة
- مناهضة الاستعمار والإمبريالية

## النشاط السياسي
كان للحزب تأثير محدود في البرلمان بسبب مواقفه الجذرية، ولكنه استمر في النشاط السياسي من خلال البيانات والمواقف والنقاشات الفكرية.

## شخصيات بارزة
- عبد الحميد بن زين
- عمر أوزقان